# Joaquim Moutinho
Joaquim Moutinho da Silva Santos (Porto, 14 december 1951 - Lissabon, 22 november 2019) was een Portugees rallyrijder.

## Carrière
Joaquim Moutinho debuteerde in 1972 in de rallysport, en profileerde zich voornamelijk als een van de voornaamste rijders in het Portugees rallykampioenschap, dat hij uiteindelijk in 1985 en 1986 opeenvolgend met een Renault 5 Turbo op zijn naam schreef. Ondanks slechts sporadische verschijningen in het Wereldkampioenschap Rally, staat Moutinho toch het beste bekend door zijn enkele overwinning tijdens de tragisch verlopen Rally van Portugal in 1986. Het immer populaire evenement werd namelijk overschaduwd door het ongeluk van zijn landgenoot Joaquim Santos in een Ford RS200, waarbij vier toeschouwers om het leven kwamen (drie ter plekke) en er daarnaast tientallen gewonden vielen. Alle fabrieksrijders besloten naderhand als protestactie niet meer verder te rijden; een actie waar de privé-rijders (waaronder Moutinho) zich buiten hielden. Moutinho domineerde het evenement nadat het voortgezet werd en won met een riante voorsprong op Lancia-rijder Carlos Bica de rally. Niet lang daarna beëindigde Moutinho zijn rally-carrière.
Moutinho is ook actief geweest in het Portugees Tourwagen kampioenschap, waarin hij in 1981 naar de titel greep met een Porsche 911.

## Complete resultaten in het Wereldkampioenschap Rally

### Overwinningen
| Nr. | Seizoen | Rally                                 | Navigator    | Auto            |
| --- | ------- | ------------------------------------- | ------------ | --------------- |
| 1   | 1986    | 20º Rallye de Portugal Vinho do Porto | Edgar Fortes | Renault 5 Turbo |

### Overzicht van deelnames
| Seizoen | Inschrijving             | Auto               | 1   | 2   | 3      | 4   | 5   | 6   | 7   | 8   | 9   | 10  | 11  | 12  | 13  | Pos. | Punten |
| ------- | ------------------------ | ------------------ | --- | --- | ------ | --- | --- | --- | --- | --- | --- | --- | --- | --- | --- | ---- | ------ |
| 1973    | British Leyland Portugal | Austin Maxi        | MON | ZWE | POR NF | KEN | MAR | GRI | POL | FIN | OOS | ITA | VST | FRA | GBR | -    | -      |
| 1978    | Joaquim Moutinho         | Opel Kadett GT/E   | MON | ZWE | POR NF | KEN | GRI | FIN | CAN | ITA | IVK | FRA | GBR |     |     | -    | -      |
| 1979    | Team Lopes Correia       | Ford Escort RS2000 | MON | ZWE | POR NF | KEN | GRI | NZL | FIN | ITA | CAN | FRA | GBR | IVK |     | -    | 0      |
| 1980    | Joaquim Moutinho         | Ford Escort RS2000 | MON | ZWE | POR NF | KEN | GRI | ARG | FIN | NZL | ITA | FRA | GBR | IVK |     | -    | 0      |
| 1981    | Joaquim Moutinho         | Opel Kadett GT/E   | MON | ZWE | POR 9  | KEN | FRA | GRI | ARG | BRA | FIN | ITA | IVK | GBR |     | 56   | 2      |
| 1984    | Joaquim Moutinho         | Renault 5 Turbo    | MON | ZWE | POR NF | KEN | FRA | GRI | NZL | ARG | FIN | ITA | IVK | GBR |     | -    | 0      |
| 1985    | Renault Galp             | Renault 5 Turbo    | MON | ZWE | POR NF | KEN | FRA | GRI | NZL | ARG | FIN | ITA | IVK | GBR |     | -    | 0      |
| 1986    | Renault Galp             | Renault 5 Turbo    | MON | SWE | POR 1  | KEN | FRA | GRI | NZL | ARG | FIN | IVK | ITA | GBR | VST | 13   | 20     |

##### Noot
- Het concept van het Wereldkampioenschap Rally tussen 1973 en 1976, hield in dat er enkel een kampioenschap open stond voor constructeurs.
- In de seizoenen 1977 en 1978 werd de FIA Cup for Drivers georganiseerd. Hierin meegerekend alle WK-evenementen, plus tien evenementen buiten het WK om.